# Liste der Bodendenkmale in Nebra (Unstrut)
In der Liste der Bodendenkmale in Nebra (Unstrut) sind alle Bodendenkmale der Kleinstadt Nebra (Unstrut) und ihrer Ortsteile aufgelistet. Grundlage ist die Veröffentlichung der Landesdenkmalliste mit Stand vom 25. Februar 2016. Die Baudenkmale sind in der Liste der Kulturdenkmale in Nebra (Unstrut) aufgeführt.
| Denkmal-ID | Fundart            | Ortsteil   | Bezeichnung             | Zeitstellung | Lage                                                          | Bemerkungen                                                                                                  | Bild |
| ---------- | ------------------ | ---------- | ----------------------- | ------------ | ------------------------------------------------------------- | --- | ---- |
| 428300255  | Befestigung > Burg | Großwangen | Spornburg „Altenburg“   | Mittelalter  | 0,6 km westlich vom Ort Großwangen (Lage)                     | große mittelalterliche Spornburg mit vier vorgelagerten Wällen im Westen und einem zentral verlaufenden Wall |      |
| 428300865  | Befestigung > Burg | Nebra      | Burgruine               | Mittelalter  | im Ort, nordöstlich über der Unstrutbrücke, am Schloss (Lage) | Burgruine steht auf leicht erhöhtem Plateau am Steilhang über der Unstrut Burg Nebra                         |      |
| 428300249  | Befestigung > Burg | Nebra      | Talrandburg „Altenburg“ | Bronzezeit   | nördlicher Ortsrand (Lage)                                    | der Bergsporn lässt die Lage der ehemaligen Burg erahnen                                                     |      |
| 428300676  | Befestigung        | Reinsdorf  | Grabenwerk              | Neolithikum  | Hochfläche nordöstlich vom Ort, am Steilhang ()               | Flache Wall-Graben-Struktur im Gelände erkennbar, aber stark bewachsen.                                      |      |